# Sergio Balanzino
Sergio Silvio Balanzino (né le 20 juin 1934 à Bologne, mort le 25 février 2018 à Rome) était un diplomate italien.

## Biographie
Sergio Balanzino a étudié en tant que Brittingham Foreign Scholar à l'université du Wisconsin à Madison de 1956 à 1957. Après avoir obtenu son diplôme en droit de l'université de Rome La Sapienza, il a rejoint le service extérieur italien en 1958.
Il a été ambassadeur d'Italie au Canada de mai 1990 à janvier 1994. Il est ensuite devenu secrétaire général adjoint de l'OTAN avant de devenir brièvement secrétaire général par intérim à deux reprises. D'abord en remplaçant Manfred Wörner le 13 août 1994 après la démission de ce dernier au dernier stade d'un cancer. Le 17 octobre 1994, il a été remplacé par Willy Claes, qui a démissionné pour corruption présumée le 20 octobre 1995.
Balanzino, redevenu député, reprend les rênes jusqu'à ce qu'il soit remplacé le 5 décembre 1995 par Javier Solana.
Il a enseigné au Loyola University Chicago Rome Center (en).